# Intercontinental Cup basketbal 1973
De Intercontinental Cup (basketbal) in 1973 vond plaats in Ginásio do Ibirapuera, São Paulo. Van FIBA Europe speelde Ignis Varese en Jugoplastika Split mee. Van de Liga Sudamericana speelde EC Sírio en Vaqueros de Bayamon mee en van de NABL speelde Lexington Marathon Oil mee.

## Groepsfase
Eerste dag 2 mei 1973
| Ignis Varese | 94 – 66 | Vaqueros de Bayamon |
| EC Sírio     | 96 – 75 | Jugoplastika Split  |

Tweede dag 3 mei 1973
| EC Sírio            | 103 – 93 | Lexington Marathon Oil |
| Vaqueros de Bayamon | 84 – 76  | Jugoplastika Split     |

Derde dag 4 mei 1973
| Ignis Varese        | 92 – 78 | Jugoplastika Split     |
| Vaqueros de Bayamon | 80 – 76 | Lexington Marathon Oil |

Vierde dag 5 mei 1973
| Ignis Varese        | 104 – 89 | Lexington Marathon Oil |
| Vaqueros de Bayamon | 92 – 89  | EC Sírio               |

Vijfde dag 6 mei 1973
| Jugoplastika Split | 102 – 84 | Lexington Marathon Oil |
| EC Sírio           | 81 – 74  | Ignis Varese           |

|    | Team                   | Pld | W | L | PF  | PA  | Points |
| -- | ---------------------- | --- | - | - | --- | --- | ------ |
| 1. | Ignis Varese           | 4   | 3 | 1 | 364 | 314 | 6      |
| 2. | EC Sírio               | 4   | 3 | 1 | 369 | 334 | 6      |
| 3. | Vaqueros de Bayamon    | 4   | 3 | 1 | 322 | 335 | 6      |
| 4. | Jugoplastika Split     | 4   | 1 | 3 | 331 | 356 | 2      |
| 5. | Lexington Marathon Oil | 4   | 0 | 4 | 342 | 389 | 0      |